# Die Schöpfung

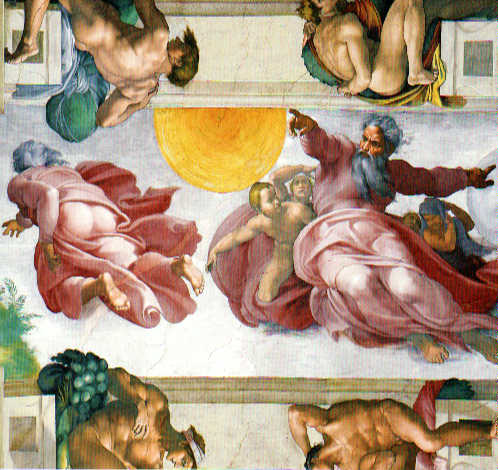
De schepping van de sterren en planeten zoals Michelangelo deze schilderde in de Sixtijnse Kapel, in het Vaticaan.

Het oratorium Die Schöpfung (De Schepping, Hoboken-Verzeichnis XXI/2) is een compositie van Joseph Haydn voor koor, orkest en drie of vijf zangsolisten. Haydn was 65 jaar toen hij het werk componeerde.

## Ontstaansgeschiedenis
Het werk ontstond tussen oktober 1796 en april 1798 en wordt beschouwd als een van Haydns meesterwerken. Dit oratorium beschrijft en illustreert muzikaal het scheppingsverhaal volgens het Bijbelboek Genesis. Het is tevens gebaseerd op het boek Psalmen en John Miltons Paradise Lost. Op Miltons werk was een libretto gebaseerd dat nooit door Händel was gebruikt en dat in Haydns handen kwam. Baron Gottfried van Swieten verzorgde de vertaling van het Engels naar het Duits, die als Die Schöpfung voor het eerst uitgevoerd werd in het Burgtheater in Wenen. Vervolgens maakte Van Swieten een hertaling naar het Engels die meer paste bij de muziek, maar zijn kennis van het Engels was beperkt en sommige zinnen roepen nog steeds vraagtekens op.
Haydn werd tot het schrijven van dit grote werk voor koor en orkest geïnspireerd tijdens zijn twee reizen naar Engeland tussen 1791 en 1794. Haydn hoorde een oratorium van Handel, Israel in Egypt, dat veel indruk gemaakt moet hebben. Hij logeerde tegenover de pianobouwer Broadwood & Sons, waar een instrument was ontwikkeld dat door middel van pedalen voor hem onbekende, maar fascinerende geluiden kon produceren. Haydn was niet knap van uiterlijk, maar was door zijn optimistische en humoristische karakter uitermate populair bij de Londense dames. Daarnaast had hij een ontmoeting met William Herschel, een componist en astronoom, die het Melkwegstelsel ontdekte. 
Haydns originele manuscript is sinds 1803 verdwenen. Een in Wenen gepubliceerde versie dateert van 1800 en deze partituur vormt de basis van de meeste hedendaagse uitvoeringen. De authentiekste uitgave van de Tonkünstler-Societat uit 1799, met aantekeningen van de hand van de componist, bevindt zich in de Weense Staatsbibliotheek. Er zijn diverse andere kopieën in omloop, zoals de Estate, alsmede enige hybride edities die gedurende de laatste twee eeuwen van leerling op leerling zijn doorgegeven.
Het schrijven van het werk was voor Haydn een diep gevoelde daad van geloof. Hij voegde aan elk deel van de compositie de woorden "Looft de Heer" toe. Hij schreef later: "Ik was nimmer zo devoot als tijdens het werk aan De Schepping. Ik viel elke dag op mijn knieën en bad tot God om me de kracht te geven het werk te voltooien." Haydn schreef veel van het werk gedurende zijn verblijf in Mariahilf, een voorstadje van Wenen, waar nu het Haydnhaus staat. Geen van Haydns composities nam zoveel tijd als dit werk. Hij legde dit zelf als volgt uit: "Het duurde zo lang omdat ik verwacht dat het werk lang mee zal gaan". In feite werkte hij zo veel en intensief aan het werk, dat hij uitgeput raakte en in een periode van ziekte instortte vlak na de première te hebben gedirigeerd.
Haydn was een buitenmens, eerder geïnteresseerd in universele waarheden dan individuele gevoelens, en een gelovige die meende dat verantwoording jegens God de kern van het geloof was. Hoezeer hij de klassieke stijl ook lardeerde met verrassingen, aan de fundamenten ervan tornde hij geen moment. Weliswaar was hij zeer pragmatisch en wist hij zeer goed wat hij in bepaalde omstandigheden te doen stond dan wel hoe hij de situatie naar zijn hand moest zetten, hij was in alle opzichten een exponent van het ancien régime.

## Historische achtergrond
In Haydns tijd, die volgde op de ontdekkingen van Newton maar aan die van Darwin voorafging, was de zogenaamde fysicotheologie populair. Het universum werd beschouwd als volledig geordend en wetmatig, waarbij de bewegingen der hemellichamen de wetten van de wiskunde en mechanica strikt volgen - als bewijs van goddelijke wijsheid. Haydn, een van nature nieuwsgierige man, zou als amateur interesse in de astronomie hebben gehad en het is bekend dat hij de moeite heeft genomen om gedurende zijn verblijf in Engeland William Herschel, ex-componist en ontdekker van Uranus, in diens observatorium in Slough te bezoeken.

## Libretto
De teksten van het oratorium volgen drie bronnen, namelijk Genesis, de Psalmen en het epos Paradise Lost van John Milton. Baron van Swieten was grotendeels verantwoordelijk voor de vertaling van de teksten van het Engels naar het Duits. Hoewel het werk doorgaans met de Duitse titel wordt aangegeven, zijn er sinds 1800 tweetalige edities verschenen en wordt het werk zowel in het Engels als Duits uitgevoerd. Haydn gaf zelf aan dat voor Engelssprekend publiek de Engelse versie de voorkeur had.

## Opbouw
Die Schöpfung is geschreven voor drie zangsolisten (sopraan, tenor en bas), vierstemmig koor (sopraan, alt, tenor en bas) en een groot laat-klassiek orkest bestaande uit 3 fluiten, 2 hobo's, 2 klarinetten, 2 fagotten, 1 contrafagot, 2 hoorns, 2 trompetten, 3 trombones, pauken en de gebruikelijke strijkersgroep van eerste en tweede violen, altviolen, cello's en contrabassen. Tijdens de recitatieven wordt ook een klavecimbel of fortepiano gebruikt.
Het lijdt geen twijfel dat Haydn een volle klank nastreefde (zoals in zijn tijd steeds gebruikelijker werd). Tussen de private première voor edellieden in 1799 en de eerste openbare uitvoering in hetzelfde jaar voegde Haydn extra instrumentale partijen toe. Zo ontstond op de eerste publieke première een uitvoering met 120 instrumentalisten en 60 zangers, wat ongekend veel was voor die tijd.
De drie zangsolisten vertegenwoordigen de drie aartsengelen, welke over de eerste zes scheppingsdagen vertellen en deze becommentariëren: Gabriël (sopraan), Uriël (tenor) en Rafaël (bas).
In Deel III wordt doorgaans de rol van Adam door dezelfde solist gezongen als de rol van Rafaël en wordt de rol van Eva door dezelfde solist als Gabriël. Tegenwoordig worden door sommige dirigenten liever vijf solisten gebruikt, hoewel Haydn zelf drie solisten voldoende achtte.
De koorzangers zingen een serie monumentale koorwerken, telkens als viering van de voltooiing van een scheppingsdag.
Het orkest speelt dikwijls langere perioden solistisch, vooral in plekken waar de sfeer wordt geschilderd, zoals het verschijnen van de zon, de schepping van diverse diersoorten, en bovenal in de Ouverture waar de Chaos die de Schepping voorafgaat wordt afgebeeld.

## De individuele secties
Die Schöpfung bestaat uit drie hoofdsecties. Ze zijn genummerd zoals hieronder staat. Zoals in vele oratoria worden de grotere stukken, zoals aria's en koorgedeelten, vaak voorafgegaan door een kort recitatief, in dit geval op de tekst van het Bijbelboek Genesis, terwijl de erop volgende stukken het Bijbelverhaal illustreren met meer vrijere teksten.

### Deel I
In deel I wordt de schepping van het licht, de aarde, de hemellichamen, het water, het weer en de planten gevierd.
Prelude
De prelude is een van de beroemdste stukken van het werk, een ouverture in c-klein in langzaam tempo, in sonatevorm. In de ouverture wordt de chaos, die er aan het begin van de schepping was, uitgebeeld doordat er geen cadensen aan het eind van de frasen staan.
Nr. 1
| Duitse titel:          | Im Anfange schuf Gott Himmel und Erde         |
| Engelse titel:         | In the beginning God created Heaven and Earth |
| Nederlandse vertaling: | In het begin schiep God Hemel en Aarde        |

Dit deel komt overeen met Genesis 1:1-4, en begint met een recitatief voor bassolo in c-klein, gevolgd door een koraal, dat de schepping van het licht illustreert: eerst zachte pizzicato's door de strijkers, gevolgd door een groot fortissimo op het woord 'Licht', waarbij naar C-groot wordt gemoduleerd.
Dit moment was een sensatie tijdens de publieke première van het werk in Wenen. Volgens een vriend van de componist: "op dat moment, toen het licht voor het eerst doorbrak kon men bijna de stralen uit de brandende ogen van de componist zien ontspringen." Het enthousiasme van het Weense publiek was zo groot dat zelfs het orkest enige minuten lang niet verder kon spelen.
Aansluitend aan het verschijnen van het licht volgt een kort tenorrecitatief, met de woorden "en er was licht, en God zag dat het goed was." Dit leidt het volgende stuk in:
Nr. 2
| Duitse titel:          | Nun schwanden vor dem heiligen Strahle |
| Engelse titel:         | Now vanished by the holy beams         |
| Nederlandse vertaling: | Nu verdwijnen voor de heilige stralen  |

Een aria voor tenor en koor, die de verdrijving van Satan voorstelt. Haydn maakt hier gebruik van sterke contrasten: de "vertwijfeling, woede en schrik" van de "helse geestenschaar" die in de "eeuwige nacht" terneer stort wordt bezongen, onder begeleiding van strijkers, die veel chromatiek gebruiken. Daartegenover klinkt vrolijk en rustig het lied dat een "nieuwe wereld" ontstaat.

Nr. 3
| Duitse titel:          | Und Gott machte das Firmament |
| Engelse titel:         | And God made the firmament    |
| Nederlandse vertaling: | En God schiep het firmament   |

Een lang basrecitatief in C-groot. Eerst zingt de bas de tekst van Genesis 1:6-7. Daarna volgt een orkestrale toonschildering: stormen, bliksem en donder, de regen en de lichte vlokken van de sneeuw. Telkens wordt eerst een muzikale schildering gegeven (de donder wordt bijvoorbeeld aangegeven met een reeks donkere tonen in de bas) waarna 'Rafael' de bijbehorende tekst zingt.
Nr. 4
| Duitse titel:          | Mit Staunen sieht das Wunderwerk                                   |
| Engelse titel:         | The marv'lous work beholds amazed/The glorious hierarchy of heav'n |
| Nederlandse vertaling: | Aanschouw verbaasd dit wonderwerk                                  |

Een sopraansolo met koor, in C-groot, over het werk van de tweede dag.
Nr. 5
| Duitse titel:          | Und Gott sprach: Es sammle sich das Wasser        |
| Engelse titel:         | And God said: Let the waters (...be gathered)     |
| Nederlandse vertaling: | En God sprak: Laat de wateren zich bijeenvergaren |

Een kort recitatief voor de bas over Genesis 1:9-10, wat voert naar:
Nr. 6
| Duitse titel:          | Rollend in schaumenden Wellen |
| Engelse titel:         | Rolling in foaming billows    |
| Nederlandse vertaling: | Rollend in schuimende golven  |

Een aria in d-klein voor bas, die verhaalt over de schepping van zeeën, bergen, rivieren, en (in een coda in D-groot) beekjes.
Nr. 7
| Duitse titel:          | Und Gott sprach: Es bringe die Erde Gras hervor |
| Engelse titel:         | Let all the earth bring forth grass             |
| Nederlandse vertaling: | Laat de aarde gras voortbrengen                 |

Een kort recitatief voor sopraan (Genesis 1:11), wat gevolgd wordt door:
Nr. 8
| Duitse titel:          | Nun beut die Flur das frische Grün          |
| Engelse titel:         | Now robed in cool refreshing green          |
| Nederlandse vertaling: | Nu is de aarde bekleed met het frisse groen |

Een solo-aria in Bes-groot voor sopraan, in het ritme van een siciliano. Hier wordt de schepping van de plantenwereld gevierd.
Nr. 9
| Duitse titel:          | Und die himmlischen Heerscharen erkündigten |
| Engelse titel:         | And the Heavenly host proclaimed            |
| Nederlandse vertaling: | En de hemelse heerscharen verkondigden      |

Een kort recitatief voor tenor, welke voert naar:
Nr. 10
| Duitse titel:          | Stimmt an die Saiten |
| Engelse titel:         | Awake the harp       |
| Nederlandse vertaling: | Doet de harp klinken |

Een kort en uitbundig koraal waarmee de derde dag wordt gevierd. Daarop volgt een vierstemmige fuga, waarin op het eind het koraal nog terugkomt.
Eind van de derde scheppingsdag.
Nr. 11
| Duitse titel:          | Und Gott sprach: Es sei'n Lichter an der Feste des Himmels       |
| Engelse titel:         | And God said: Let there be lights in the firmament of heaven     |
| Nederlandse vertaling: | En God sprak: Laat er lichten zijn in het firmament van de hemel |

Recitatief voor tenor, met gedeelten uit Genesis 1:14-16.
Nr. 12
| Duitse titel:          | In vollem Glanze steiget jetzt die Sonne  |
| Engelse titel:         | In splendour bright is rising now the sun |
| Nederlandse vertaling: | In volle glans rijst nu de zon            |

Met een vertelling door tenor, het orkest beeldt een schitterende zonsopkomst uit. Het begin van dit gedeelte doet even denken aan de inleiding van het oratorium: in beide gedeelten wordt immers de duisternis afgebeeld. Ook de opkomst van de maan wordt uitgebeeld. De melodie van de zonsopkomst is eenvoudig de toonladder van D-groot, die fraai geharmoniseerd wordt. De maan gebruikt de subdominant G-groot, eveneens als toonladder-melodie. Het einde van het recitatief belicht kort de nieuw ontstane sterren en introduceert:
Nr. 13
| Duitse titel:          | Die Himmel erzählen die Ehre Gottes      |
| Engelse titel:         | The heavens are telling the glory of God |
| Nederlandse vertaling: | De hemel verhaalt van de glorie van God  |

Een krachtig en populair koraal. "Die Himmel erzählen" staat niet in de hoofdtoonsoort van deel I (c-klein) maar in C-groot, daarmee de overwinning van het licht over het donker uitbeeldend. Het begint met afwisseling tussen jubelende koorpassages en meer meditatieve passages van de drie vocale solisten, gevolgd door een koorfuga op de woorden "Und seiner hände Werk zeigt an das Firmament", dan volgt een homofone sectie. Het ongewoon intense einde kan het resultaat zijn van het feit dat Haydn hier coda op coda stapelt, steeds wanneer de muziek uit schijnt te zijn zet er nog een extra coda in.
Einde van de vierde scheppingsdag.

### Deel II
Deel II bejubelt de schepping van de dieren in de zee, de lucht en op het land, en uiteindelijk de mens.
Nr. 14
| Duitse titel:          | Und Gott sprach: Es bringe das Wasser in der Fülle hervor |
| Engelse titel:         | And God said: Let the waters bring forth in plenty        |
| Nederlandse vertaling: | En God sprak: Laat de wateren in overvloed voortbrengen   |

Recitatief voor sopraan over de schepping van de waterdieren (Genesis 1:20), dit leidt in:
Nr. 15
| Duitse titel:          | Auf starkem Fittige schwinget sich der Adler stolz |
| Engelse titel:         | On mighty wings the eagle proudly soars aloft      |
| Nederlandse vertaling: | Op machtige vleugels stijgt de adelaar op          |

Een 'bonbonnetje', een aria voor sopraan in F-groot, over de schepping van vogels. Aan bod komen de soorten adelaar, leeuwerik, duif en nachtegaal. De tekst meldt dat vlak na de schepping de nachtegaal geheel niet melancholiek zong.
Nr. 16
| Duitse titel:          | Und Gott schuf grosse Walfische  |
| Engelse titel:         | And God created great whales.    |
| Nederlandse vertaling: | En God schiep de grote walvissen |

De schepping van de walvis en andere zeedieren (Genesis 1:21 en 22) wordt door een bassolo in d-klein bezongen. Hoewel het in de partituur een recitatief heet, is het eerder een recitatief plus een korte aria (met een dichterlijke parafrase op Genesis 1:22, "weest vruchtbaar en vermenigvuldigt u"). De sobere begeleiding gebruikt geen violen, maar enkel lage strijkers, verdeeld over altviolen en cello's.
Nr. 17
| Duitse titel:          | Und die Engel rührten ihr' unsterblichen Harfen  |
| Engelse titel:         | And the angels struck their immortal harps       |
| Nederlandse vertaling: | En de engelen beroerden hun onsterfelijke harpen |

Kort recitatief voor bas, met opmerkelijke harp-imitaties in de begeleiding. Gevolgd door:
Nr. 18
| Duitse titel:          | In holder Anmut stehn |
| Engelse titel:         | In fairest raiment    |
| Nederlandse vertaling: | In schoonste kleding  |

Haydn doorbreekt de regelmaat van het patroon 'recitatief-uitwerking door solist-jubelkoor' met een meditatief werk in A-groot voor het zangterzet, waarin de schoonheid van de nieuw geschapen wereld wordt bezongen. Dit gaat naadloos over in:
Nr. 19
| Duitse titel:          | Der Herr ist groß in seiner Macht |
| Engelse titel:         | The Lord is great in his might    |
| Nederlandse vertaling: | De Heer is groot in Zijn macht    |

Koor met de drie solisten, in A-groot, viering van de vijfde dag.
Einde van de vijfde scheppingsdag.
Nr. 20
| Duitse titel:          | Und Gott sprach: Es bringe die Erde hervor lebende Geschöpfe |
| Engelse titel:         | And God said: Let earth bring forth the living creature      |
| Nederlandse vertaling: | En God sprak: laat de aarde levende schepsels voortbrengen   |

Recitatief voor bas over de schepping der landdieren (Genesis 1:24), gevolgd door:
Nr. 21
| Duitse titel:          | Gleich öffnet sich der Erde Schoß |
| Engelse titel:         | At once Earth opens her womb      |
| Nederlandse vertaling: | Meteen opent de aarde haar schoot |

De moederschoot der aarde wordt door toonschildering met een basvertelling gepresenteerd. Haydns lichtvoetige gevoel voor humor wordt hier geïllustreerd, door de nieuwgeschapen dieren elk een muzikale uitdrukking te geven: de leeuw, de tijger, het hert, het paard, het vee, het schaap, de insecten en wormen. Zoals altijd in Haydns meer programmatische oratoria komt de gezongen tekstuele uitleg pas nadat de orkestrale portrettering heeft plaatsgehad.
De overgang van de "meerdere" dieren (de eerste vier) naar de "mindere" (de laatste vier) wordt gemarkeerd met een onvoorbereide modulatie van Des-groot naar A-groot. Het vee wordt evenals in Nr. 8 geportretteerd in de muzikale gestalte van een siciliano, een muziekvorm die duidelijke pastorale, herderlijke associaties voor Haydn had. De contrabassen die doorgaans een sterke lage D spelen, worden op een andere manier gebruikt bij het laatste uit de serie dieren, de wormen, waar Haydn in plaats van de lage D deze D een octaaf hoger laat spelen.
Nr. 22
| Duitse titel:          | Nun scheint in vollem Glanze der Himmel  |
| Engelse titel:         | Now shines heaven in the brightest glory |
| Nederlandse vertaling: | Nu schijnt de hemel in volle glans       |

Aria voor bas in D-groot. Een belangrijk thema is
Duits:
Doch war noch alles nicht vollbracht
Dem Ganzen fehlte das Geschöpf
Das Gottes Werke dankbar seh'n
Des Herren Güte preisen soll.
Engels:
"Yet not all was complete,
The whole lacked a being
Who would behold God's work with thanks
And praise the Lord's goodness."
Vertaald:
"Echter was alles nog niet klaar
Het geheel miste een wezen
Dat dankbaar kon zijn voor Gods werk
En die de Heer om zijn goedheid kon prijzen
Hier blijkt dat dit deel de voorbereiding schetst voor de schepping van de mens.
Het eerste gedeelte van dit stuk bevat nog meer toonschildering: een fortissimo in octaven voor fagot en contrafagot op de woorden "By heavy beasts the ground is trod."
Nr. 23
| Duitse titel:          | Und Gott schuf den Menschen |
| Engelse titel:         | And God created Man         |
| Nederlandse vertaling: | En God schiep de mens       |

Tenor recitatief over de schepping van de mens (Genesis 1:27, 2:7), leidend naar:
Nr. 24
| Duitse titel:          | Mit Würd' und Hoheit angetan   |
| Engelse titel:         | In native worth and honor clad |
| Nederlandse vertaling: | Met waardigheid en eer bekleed |

Een jubelaria voor tenor, in C-groot, de schepping van de man vierend, en vervolgens van de vrouw. Deze aria wordt frequent buiten de context van Die Schöpfung uitgevoerd.
Dit werd enige dagen voor Haydns dood voor hemzelf gezongen in 1809 als gebaar van respect, door een Franse militaire officier, een lid van Napoleons invasieleger.
Nr. 25
| Duitse titel:          | Und Gott sah jedes Ding |
| Engelse titel:         | And God saw every thing |
| Nederlandse vertaling: | En God zag alles        |

Een kort recitatief voor bas over Genesis 1:31, waarin vermeld wordt dat God zag dat alles wat hij gemaakt had, zeer goed was. Dit wordt gevolgd door:
Nr. 26
| Duitse titel:          | Vollendet ist das grosse Werk |
| Engelse titel:         | The great work is complete    |
| Nederlandse vertaling: | Voleindigd is het grote werk  |

Het koor bejubelt in Bes-groot de zesde dag. Nr 26, 27 en 28 worden ook wel als één geheel beschouwd
Nr. 27
| Duitse titel:          | Zu dir, o Herr, blickt alles auf |
| Engelse titel:         | All look up to thee, O Lord      |
| Nederlandse vertaling: | Alles ziet op U, o Heer          |

Een overpeinzing van de drie aartsengelen (vergelijk met Nr. 18), in Es-groot. De afhankelijkheid van de schepping wordt bezongen: Gabriël en Uriël citeren psalm 104:27,28, en Rafaël citeert vervolgens het contrast van vers 29 (zie ook Psalm 145:15-16). Dit gaat direct door naar:
Nr. 28
| Duitse titel:          | Vollendet ist das grosse Werk |
| Engelse titel:         | The great work is complete    |
| Nederlandse vertaling: | Voleindigd is het grote werk  |

Dit koor begint met dezelfde muziek als Nr. 26, en staat in dezelfde toonsoort Bes-groot. Het gaat echter al snel over in een grote dubbelfuga op de woorden "Alles lobe seinen Namen, denn er allein ist hoch erhaben" ("Let all praise his name, for he alone is sublime", ofwel: laat een ieder Zijn naam prijzen, want alleen Hij is hoog verheven.) Passend als afsluiting van deel II is dit herhaalkoor langer en eindigt het intenser dan de afsluiting van deel I.
Het patroon van de laatste drie nummers van deel II, met twee juichende gedeeltes op hetzelfde thema die een langzaam deel omklemmen doen denken aan de talloze zettingen van de Latijnse Mis, waar gelijksoortige of identieke koralen op "Hosanna in excelsis" ("Hosanna in den hoogste") een meditatieve sectie flankeren op "Benedictus qui venit in nomine Domini" ("Gezegend is hij die in de naam van de Vader komt.")

### Deel III
Deel III verschuift de aandacht naar de Hof van Eden, en verhaalt over de eerste Adam en Eva in het Paradijs.
Nr. 29
| Duitse titel:          | Aus Rosenwolken bricht           |
| Engelse titel:         | In rosy mantle appears           |
| Nederlandse vertaling: | Vanuit de roze wolken verschijnt |

Een orkestraal prelude in langzaam tempo die de morgenstond in de Hof van Eden weergeeft. Dit wordt gevolgd door het tenorrecitatief van Uriël. Adam en Eva wandelen hand in hand.
De toonsoort is E-groot, zeer ver verwijderd van de vele mollen-toonsoorten die tot nu toe overwegend in het oratorium voorkwamen. Verschillende commentatoren suggereren dat dit bedoeld was door Haydn om de verre afstand tussen hemel en aarde te symboliseren. De toonsoort suggereert ook schoonheid, onschuld, sereniteit en zuiverheid.
Nr. 30
| Duitse titel:          | Von deiner Güt, o Herr und Gott   |
| Engelse titel:         | By thy goodness, O bounteous Lord |
| Nederlandse vertaling: | Van uw goedheid, Heer en God      |

Adam en Eva doen een dankgebed in C-groot, begeleid door een engelenkoor.
Deze sectie, de langste uit het oratorium, bestaat uit drie delen. In het eerste, een adagio, zingen Adam en Eva hun gebed, waar het koor onder hen zingt, begeleid door zachte paukenroffels. In het tweede gedeelte wordt het tempo sneller, en Adam, Eva, en de engelen prijzen de nieuw geschapen wereld. Het slotgedeelte is enkel voor koor en orkest, een viering op de woorden "Wir preisen dich in Ewigkeit" ("We praise thee eternally", we prijzen U tot in eeuwigheid).
Nr. 31
| Duitse titel:          | Nun ist die erste Pflicht erfüllt     |
| Engelse titel:         | Our first duty we have now performed  |
| Nederlandse vertaling: | Wij hebben onze eerste plicht vervuld |

Recitatief voor Adam en Eva. Adam bezingt dat ze hun eerste plicht vervuld hebben, namelijk het danken van God. Vervolgens roept hij Eva op hem te volgen, en Eva belooft gehoorzaamheid. Dit recitatief wordt gevolgd door:
Nr. 32
| Duitse titel:          | Holde Gattin, dir zur Seite              |
| Engelse titel:         | Sweet companion, at thy side             |
| Nederlandse vertaling: | Mijn levensgezel, met jou aan mijn zijde |

Liefdesduet voor Adam en Eva in Es-groot. Er is een trage openingssectie, gevolgd door een allegro. De stijl is duidelijk door de opera beïnvloed, en sommige commentatoren zien een parallel tussen Adam en Eva en de karakters van Papageno en Papagena uit Mozarts Die Zauberflöte.
Nr. 33
| Duitse titel:          | O glücklich Paar, und glücklich immerfort |
| Engelse titel:         | O happy pair, and ever happy henceforth   |
| Nederlandse vertaling: | Gelukkig paar, en voor eeuwig gelukkig    |

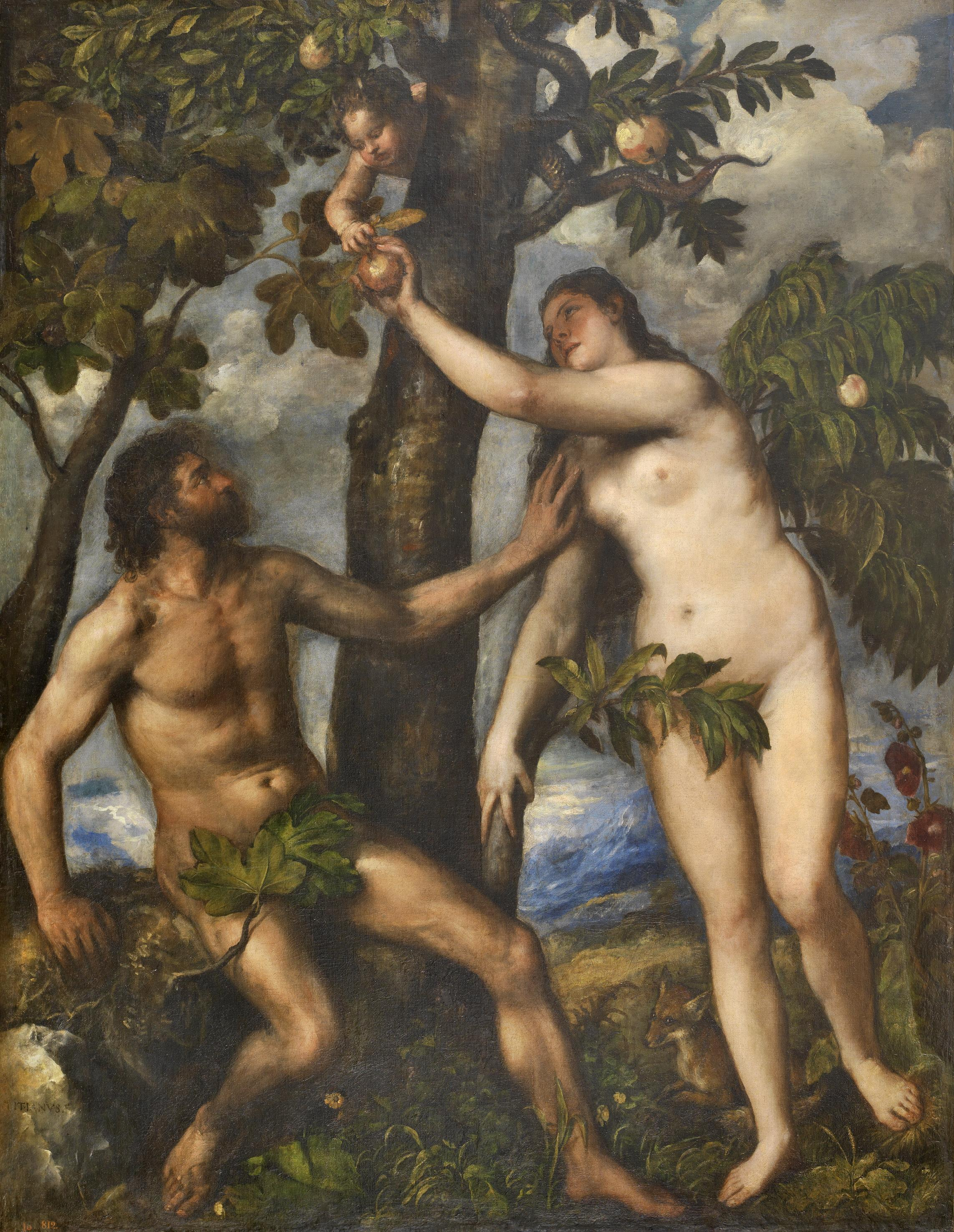
De zondeval geschilderd door Titiaan.

Uriel legt kort uit aan het paar dat ze voor eeuwig gelukkig zullen zijn zolang ze afzien van 'willen hebben', of 'meer willen weten dan ze dienen te weten'. Een vooruitwijzing naar de zondeval, waarbij Adam en Eva aten van de boom van de kennis van goed en kwaad.
Nr. 34
| Duitse titel:          | Singt dem Herren alle Stimmen! |
| Engelse titel:         | Sing the Lord, ye voices all   |
| Nederlandse vertaling: | Zingt den Heer, alle stemmen!  |

Slotkoor in Bes-groot. Er is een langzame inleiding, gevolgd door een dubbelfuga op de woorden "Des Herren Ruhm, er bleibt in Ewigkeit" ("The praise of the Lord will endure forever": "De roem van de heer zal eeuwig duren"), met passages voor de vocale solisten en een homofone slotsectie. Het stuk eindigt met de woorden:
Des Herren Ruhm, er bleibt in Ewigkeit. Amen.
The Lord’s praise shall endure for ever. Amen.
De roem van de Heer blijft in eeuwigheid. Amen.